# Hans Oster
Hans Oster (Dresde, 9 de agosto de 1887 - Flossenbürg, 9 de abril de 1945) fue un General de la Wehrmacht, alto directivo del Abwehr con Wilhelm Canaris y uno de los primeros opositores de Adolf Hitler y el nazismo. Fue uno de los líderes de la Resistencia alemana al nazismo entre 1938 y 1943.
Era hijo de un pastor calvinista de la parroquia francesa en Dresde. Sirvió en el frente occidental en la Primera Guerra Mundial y en 1916 fue ascendido a capitán. Al final de la contienda estaba en el Estado Mayor de la 23.ª División. Luego pasó a la Reichswehr. Fue destinado a la 4.ª División en Dresde, de 1924 a 1929 estuvo en Mecklemburgo y, ascendido a mayor, fue al Estado Mayor de la 6.ª División en Münster. En 1935 fue destinado al Abwehr a las órdenes de Canaris con el grado de teniente coronel.
En esta época ya empezó a entablar contactos con opositores al régimen nazi en la administración pública y los órganos de seguridad. En 1939 ascendió a coronel. Con el consentimiento de Canaris, durante la guerra entró en contacto con integrantes del OKH que se oponían a invadir Polonia y Francia e incluso llegó a advertir a Bélgica y los Países Bajos antes de la fecha prevista para el ataque alemán. En 1942 fue nombrado general.
Cuando la Gestapo arrestó en 1943 a Hans von Dohnanyi y Dietrich Bonhoeffer por la "Operación 7", al descubrir los esfuerzos del grupo para rescatar judíos, la Gestapo concibió sospechas de la actitud de Oster.
Fue detenido un día después del complot del 20 de julio de 1944 y cuando los diarios del almirante Canaris fueron descubiertos, Hitler ordenó la ejecución de los conspiradores.
El 8 de abril de 1945, junto a Dietrich Bonhoeffer, Wilhelm Canaris y otros,  fue sometido a juicio sumario ante un tribunal militar presidido por Otto Thorbeck y condenado a muerte.
En Flossenbürg todos fueron forzados a subir al patíbulo desnudos y ahorcados con cuerdas de piano para prolongar la agonía. Dos semanas después el campo fue liberado por los aliados.
El sobreviviente de la resistencia Fabian von Schlabrendorff lo describió como "un hombre como Dios quiere: lúcido, sereno e imperturbable ante el peligro."